# Railpool
Railpool, (Railpool GmbH) con sede a Monaco di Baviera, è una società di leasing di locomotive e veicoli ferroviari per il trasporto merci e passeggeri che opera in 14 paesi europei.
La società è stata acquisita da Oaktree Capital Management nel 2014.

## Storia
Railpool è attiva principalmente nel settore del noleggio a breve e medio termine di locomotive (cosiddetti leasing operativi) - la società offre i cosiddetti pacchetti di servizi completi con servizi aggiuntivi come manutenzione, riparazione, fornitura di veicoli sostitutivi in caso di guasto, ecc.
Railpool è stata fondata nel 2008 da KfW IPEX-Bank e HSH Nordbank, ciascuna delle quali era azionista al 50%. Nel maggio 2012 gli azionisti hanno annunciato di voler vendere Railpool;Nel maggio 2014 è stato annunciato che l'investitore di private equity Oaktree aveva rilevato il 100% delle azioni. 
Dall'acquisizione da parte di Oaktree, Railpool Bidco GmbH Co. KG è stata la più alta holding di gruppo in Germania; l'attività operativa è svolta da Railpool GmbH.
A gennaio 2021 RAILPOOL GmbH Branch Italia annuncia il suo avvio ufficiale in Italia firmando un accordo per la locazione di 6 nuove TRAXX Bombardier 494 a Captrain Italia Srl, con un'opzione per ulteriori 2 unità.
La sede italiana Railpool Office Italy, si trova a Savona in Piazza Sandro Pertini 4/4.
Railpool GmbH, acquisirà la società di manutenzione di locomotive con sede ad Amburgo Ajax Loktechnik GmbH a partire dal 1º marzo 2021.

## Materiale Rotabile
Railpool ha una flotta di oltre 400 locomotive elettriche. L'azienda noleggia moderne locomotive elettriche delle serie  serie 185 Bombardier Traxx F140 AC2,  186 (Traxx F140 MS) e  193 (Siemens Vectron) Railpool è stato il primo cliente di Vectron; Dopo che questi furono ordinati dal produttore Siemens alla fine del 2010, le prime locomotive furono consegnate nel novembre 2012. La società di leasing è anche la prima, con 30 locomotive, la più grande acquirente della serie 187 (Traxx 3), anch'essa nel parco veicoli. Altre 20 locomotive di questa serie per un valore di 74 milioni di euro saranno consegnate nella seconda metà del 2019. Railpool possiede quindi anche la più grande flotta Bombardier: un totale di 217 locomotive appartengono alla famiglia Bombardier Traxx. All'inizio del 2017, Railpool e Toshiba hanno acquistato 130 locomotive delle serie 151 e serie 155 da DB Cargo. Le locomotive sono state prodotte dal 1972 al 1978 (serie 151) e 1977-1984 (155). A causa della tecnologia obsoleta, DB Cargo non voleva più possedere queste locomotive. Per questo motivo, DB Cargo ha noleggiato 100 locomotive da Railpool. La manutenzione e l'assistenza continueranno ad essere eseguite da Deutsche Bahn. Railpool affitta le restanti 30 locomotive delle serie 151 e 155 ad altre compagnie ferroviarie. Entro il 2018, 900 milioni di euro erano stati destinati alla flotta di 400 locomotive elettriche. 
La flotta Railpool può essere riconosciuta rapidamente dal suo colore. Tutte le locomotive, ad eccezione delle locomotive acquistate delle classi 151 e 155, corrono in un abito di colore argento con uno striscione blu su ciascun lato del veicolo. Le serie 151 e 155 corrono nel tipico colore rosso traffico utilizzato dalla Deutsche Bahn con strisce in grigio chiaro. Poiché le locomotive acquistate non sono più di proprietà della Deutsche Bahn, è stato rimosso solo il logo DB. Nel settembre 2018, la prima locomotiva del gruppo 155 (155 138-1) è stata riverniciata nel tipico schema di colori Railpool.
| Modello            | Numero | Numerazione                                 |
| ------------------ | ------ | ------------------------------------------- |
| D/A/B/NL           | 23     | 186 181–183, 187, 292–297, 421–428, 455–459 |
| D/A/B/NL+CZ/SK     | 2      | 186 189, 191                                |
| D/A/B/NL+CZ/SK/HU  | 3      | 186 298–300                                 |
| D/A/CH/I/NL        | 11     | 186 001-010, 251                            |
| D/A/CH/I/B/NL      | 34     | 186 256-259, 445–454, 491–510*              |
| D/A/I              | 9      | 186 281–288, 290                            |
| D/A/PL             | 11     | 186 141, 143, 145–147, 271–276              |
| D/A/PL+NL+CZ/SK/HU | 10     | 186 429–438                                 |
| D/B/F              | 4      | 186 252–255                                 |
|                    |        |                                             |

| Modello                                 | Numero | Numerazione                                       |
| --------------------------------------- | ------ | ------------------------------------------------- |
| Germania + Austria + Svizzera           | 9      | 187 001–009                                       |
| Germania + Austria + Ungheria + Romania | 21     | 187 300–313, 315–316, 340–344 (340–344 vsl. 2019) |
| Svezia + Norvegia                       | 5      | 187 400–404                                       |

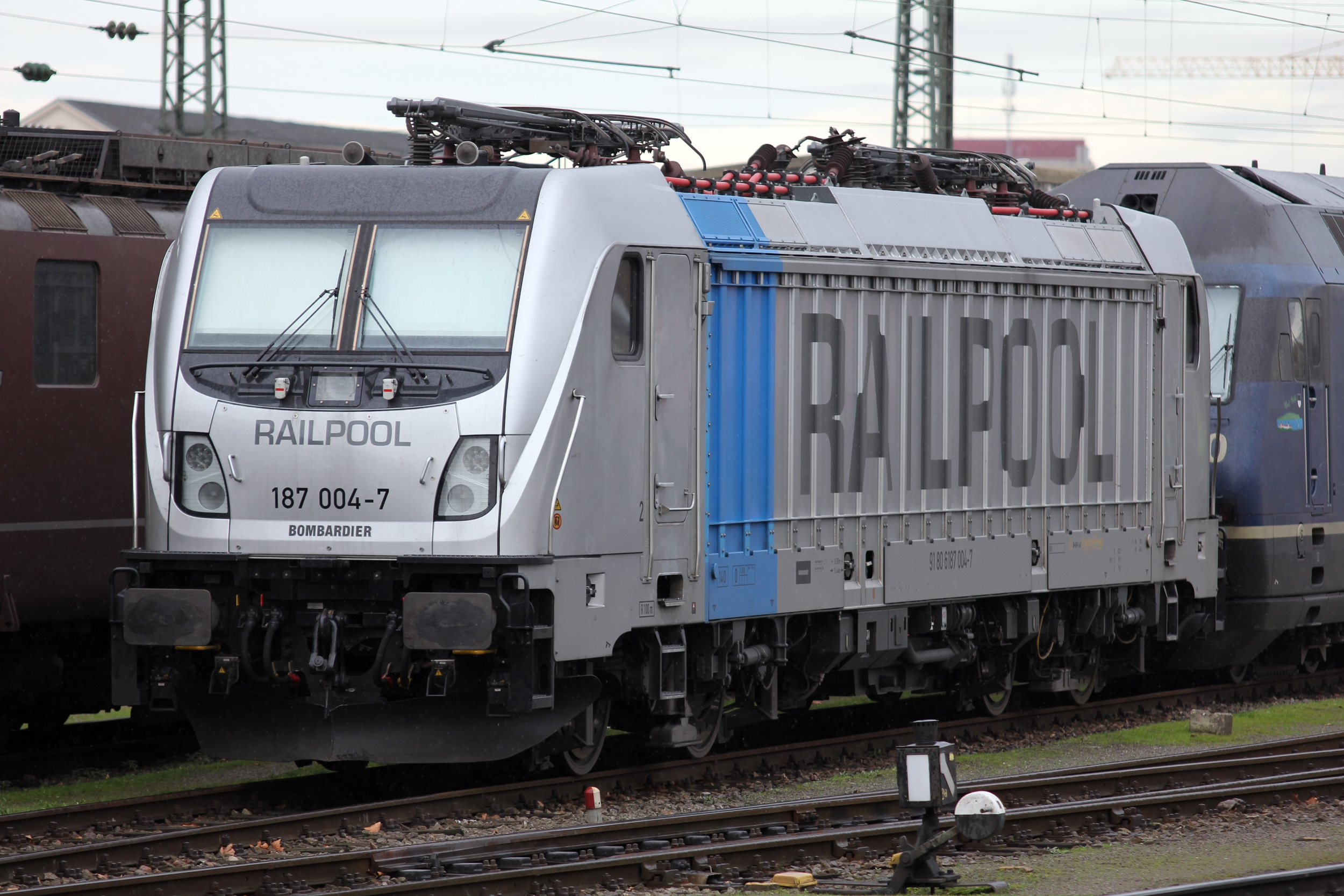
La classe 187 005 di Railpool a Basilea Bad Bf.
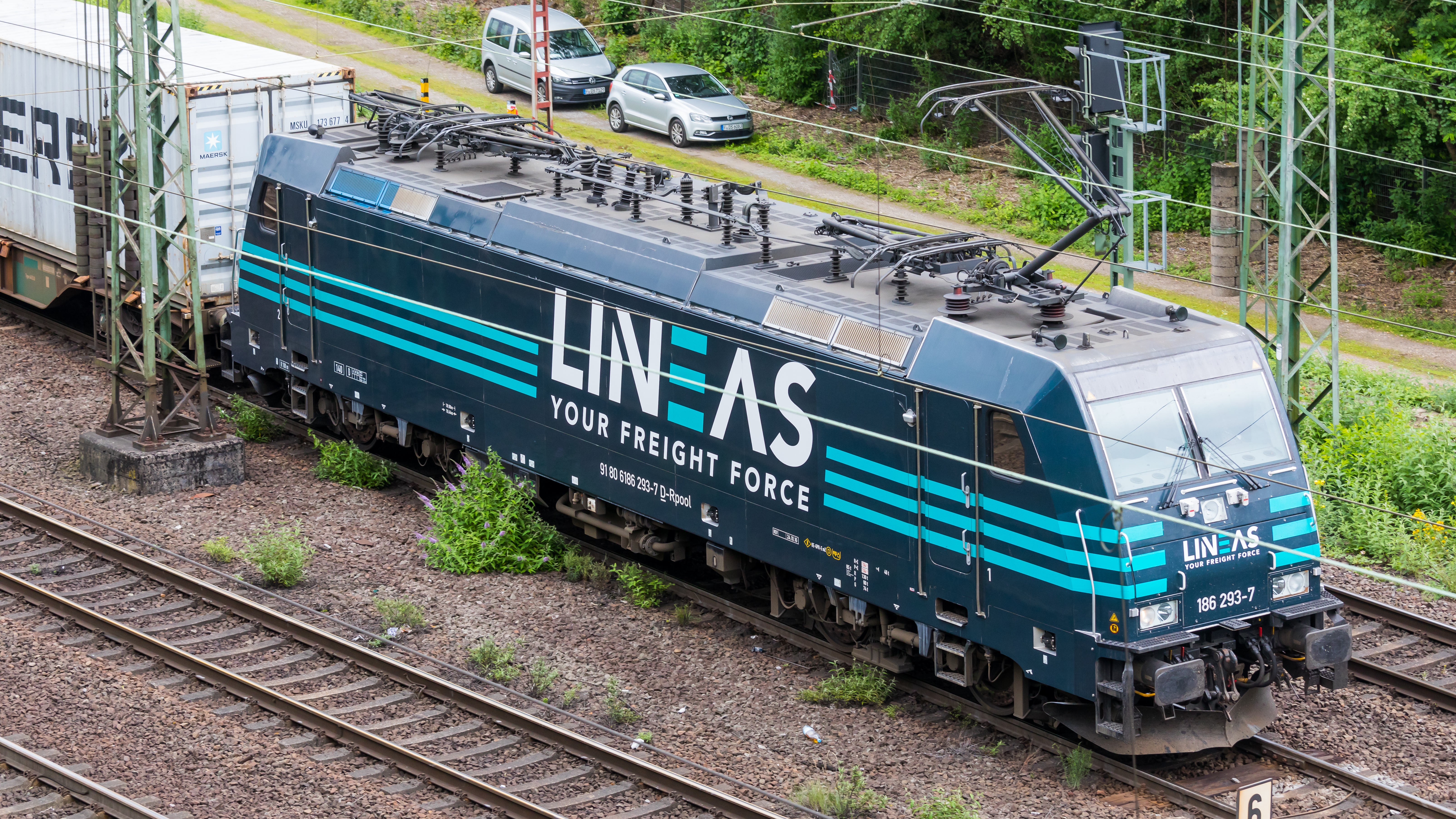
Una locomotiva Railpool in uso per Lineas.
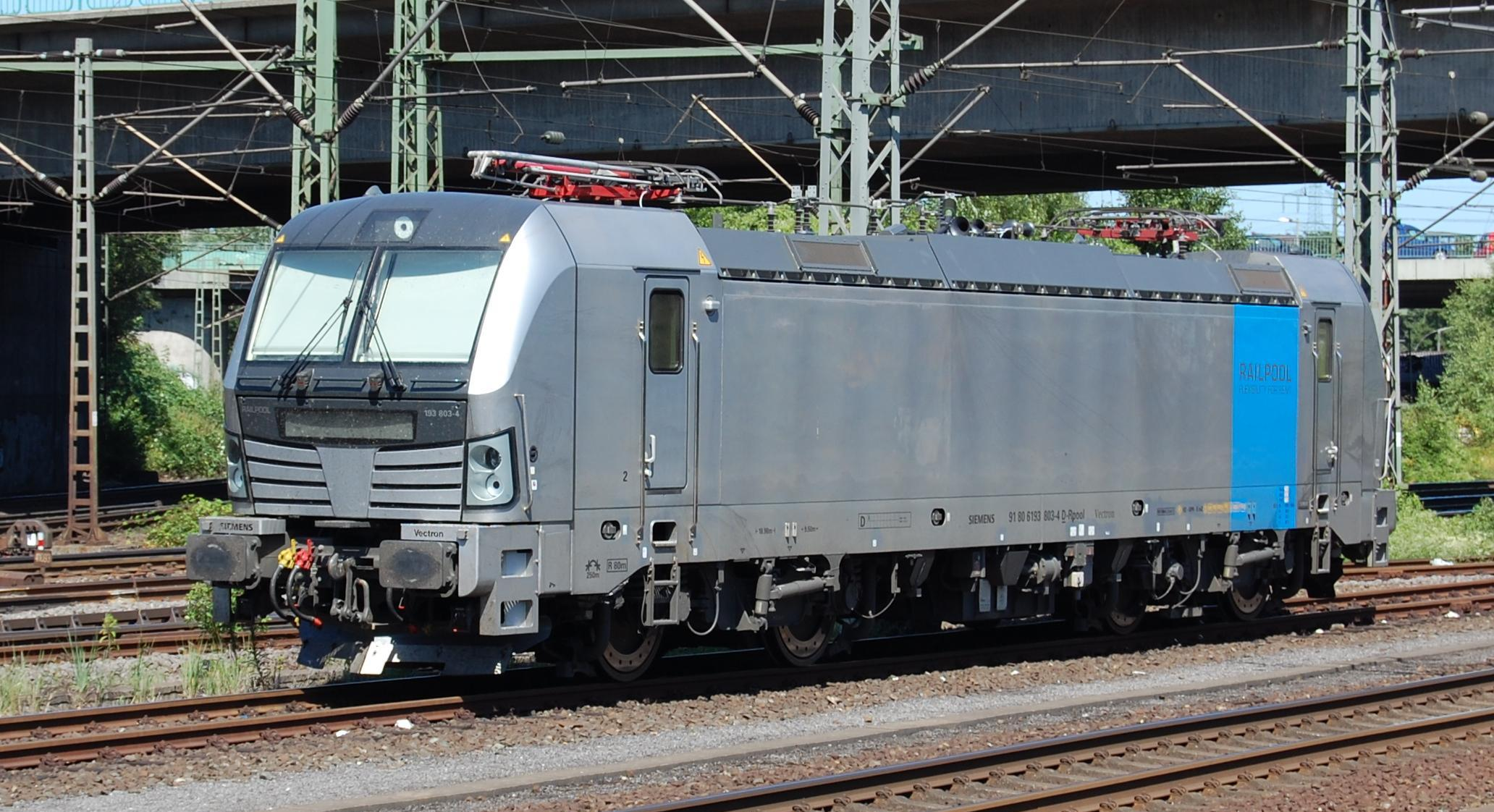
La classe 193 803 parcheggiata ad Amburgo Harburg.
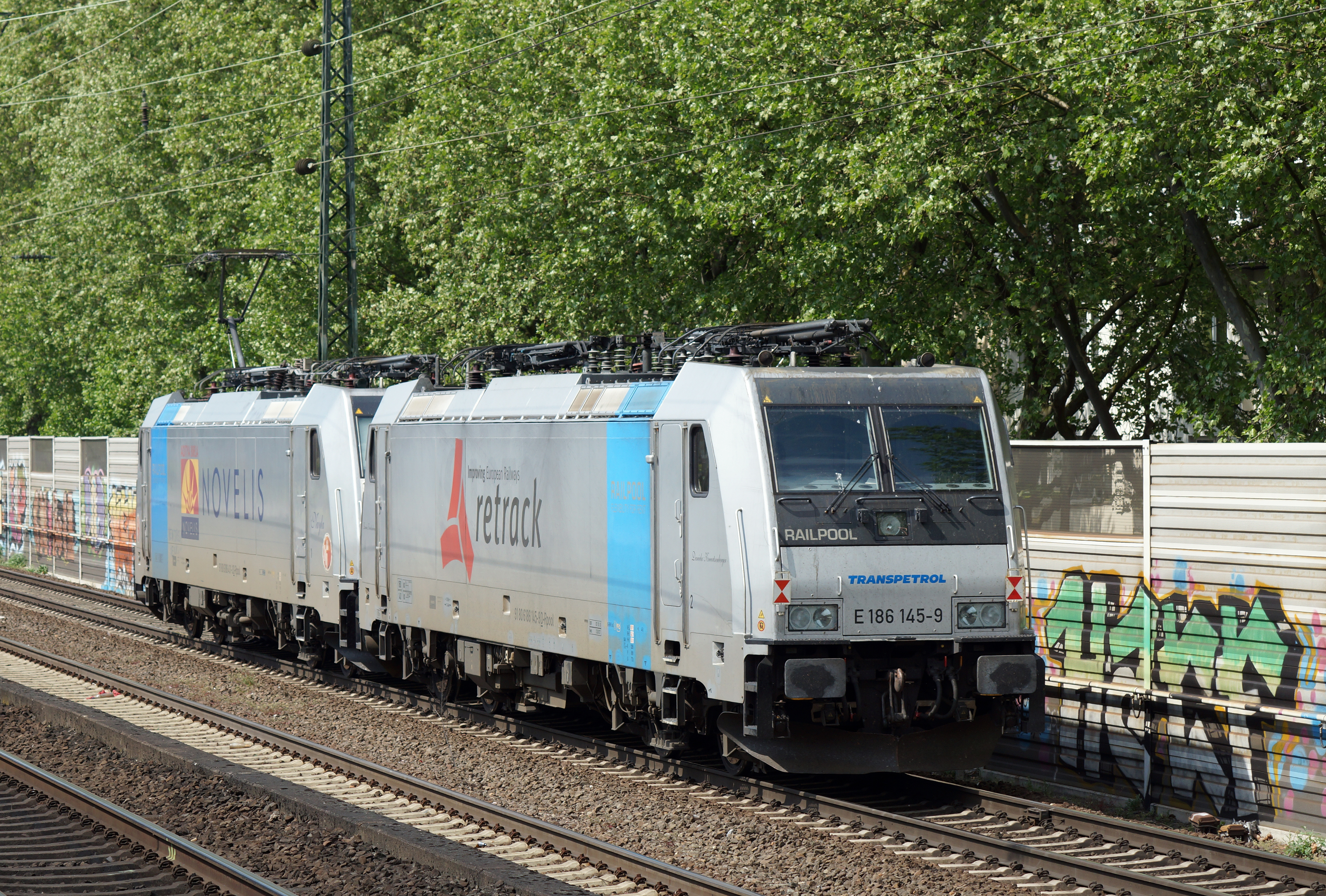
Due locomotive Railpool classe 186 in uso per Retrac.
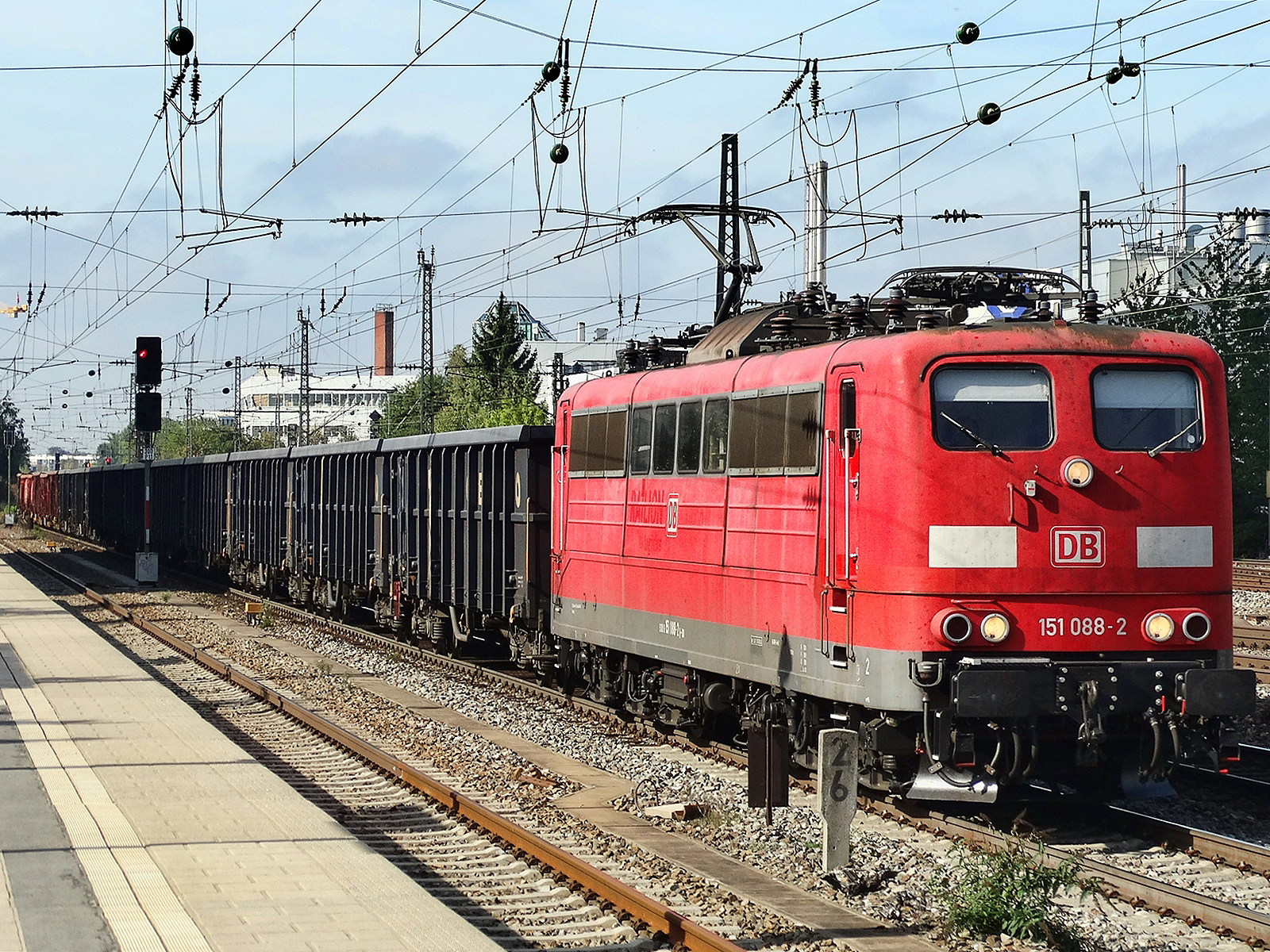
La serie 151088 di Railpool in uso per DB Cargo.